# 5 février en sport
5 janvier 5 mars
Chronologies thématiques
- Croisades
- Ferroviaires
- Disney

Le 5 février (36e jour de l'année) en sport.

## Événements

### XIXesiècle
- 1872 :
  - (Rugby à XV /Tournoi britannique) : l’Angleterre bat l'Écosse à Londres[1].
- 1877 :
  - (Rugby à XV /Tournoi britannique) : l’Angleterre bat l’Irlande à The Oval sur le score de 8 à 0[2].
- 1881 :
  - (Rugby à XV /Tournoi britannique) : l’Angleterre bat l’Irlande à Manchester sur le score de 2 à 0[3].
- 1883 :
  - (Rugby à XV /Tournoi britannique) : l'équipe d'Angleterre bat l'équipe d'Irlande sur le score de 1 à 0 à Manchester dans le cadre du Tournoi britannique[4].
- 1887 :
  - (Football) : à Sheffield (Bramall Lane), l'Angleterre s'impose 7-0 face à l'Irlande.
  - (Rugby à XV /Tournoi britannique) : l’Irlande bat Angleterre à Dublin.
- 1898 :
  - (Rugby à XV /Tournoi britannique) : l’Irlande bat Angleterre à Richmond.
- 1899 :
  - (Football gaélique) : finale du 10e championnat d’Irlande de Football gaélique : Dublin bat Cork.

### XXesièclede1901à1950
- 1924 :
  - (Jeux olympiques) : à Chamonix, clôture des Jeux olympiques d'hiver de 1924.
- 1931 :
  - (Automobile) : à Daytona Beach, Malcolm Campbell établit un nouveau record de vitesse terrestre : 396,03 km/h.

### XXesièclede1951à2000
- 1956 :
  - (Ski alpin) : aux 7e Jeux olympiques d'hiver de Cortina d'Ampezzo, le skieur autrichien Toni Sailer remporte trois médailles d'or.
  - (Jeux olympiques) : fin des IXe Jeux olympiques d'hiver à Cortina d'Ampezzo.
- 1965 :
  - (Football) : Début de la phase finale de la première Coupe des clubs champions se déroulant en Afrique, au Ghana. Le Réal Républican d'Accra, le Cotton Club D'Addis Abeba, l' Orix Club de Douala et le Stade malien de Bamako s'affrontent jusqu'à la victoire de l'Orix Club face aux maliens.
- 1977 :
  - (Rugby à XV /Tournoi) : À Paris (Parc des Princes), pour son premier match du Tournoi des Cinq Nations, le XV de France bat le Pays de Galles 16-9.
- 1978 :
  - (Rallye automobile) : arrivée de l'Arctic Rally.
- 1982 :
  - (Ski alpin) : Michel Vion, skieur, devient champion du monde du combiné.
- 1983 :
  - (Rugby à XV /Tournoi) : À Paris (Parc des Princes), la France bat l’Écosse.
- 2000 : 
  - (Natation) Lenny Krayzelburg porte le record du monde du 100 m dos crawlé à 51,28 s.
  - (Natation) Ian Thorpe porte le record du monde du 200 m nage libre à 1 min 41,10 s.
  - (Rugby à XV /Tournoi des Six Nations) : L'Italie entre avec les honneurs dans le tournoi des 5 nations qui deviennent 6 nations aujourd'hui. L'Écosse, tenante du titre est battue 34 à 20.

### XXIesiècle
- 2005 :
  - (Rugby à XV /Tournoi) : le XV de France s'impose face au XV d'Écosse.
  - (Ski alpin) : Championnats du monde de ski alpin, l’américain Bode Miller réalise le doublé Super G-Descente.
- 2006 :
  - (Football américain) : Super Bowl XL à Détroit.
- 2007 :
  - (Football) : le milieu de terrain tchèque d'Arsenal, Tomáš Rosický est sacré meilleur joueur tchèque de l'année 2006, à la suite d'un vote des joueurs, entraîneurs, journalistes et officiels organisé par la Fédération de République tchèque de football. Il devance dans ce classement honorifique le gardien de but de Chelsea Petr Čech et le milieu de terrain de la Juventus Pavel Nedved.
- 2016 :
  - (Rugby à XV /Tournoi féminin) : au Broadwood Stadium de Cumbernauld, l'Angleterre s'impose face à l'Écosse (0-32).
- 2022 :
  - (Jeux olympiques d'hiver /JO d'hiver de 2022) : en Chine, à Pékin, 4e jour de compétition des Jeux olympiques d'hiver de 2022. 
  - (Rugby à XV /Tournoi) : début du Tournoi des Six Nations, au Aviva Stadium de Dublin, l'Irlande bat le pays de Galles 29 - 7 et au Murrayfield Stadium d'Édimbourg, l'Écosse bat l'Angleterre 20 - 17 (bd).
- 2025 :
  - (Luge / Championnats du monde) : ouverture de la 53e édition des Championnats du monde qui se tiennent à Whistler, au Canada, jusqu'au 8 février.

## Naissances

### XIXesiècle
- 1864 :
  - Albert Lemaître, pilote de courses et fabricant d'automobiles français. († 27 juillet 1912).
- 1867 :
  - Alfred Schneidau, joueur de cricket britannico-français. Médaillé d'argent aux Jeux de Paris 1900. († 24 janvier 1940).
- 1876 :
  - Ernest McLea, hockeyeur sur glace canadien. († 17 juin 1931).
- 1880 :
  - Gabriel Voisin, pilote de courses et fabricant d'automobiles français. († 25 décembre 1973).
- 1882 :
  - Louis Wagner, pilote de courses automobile français. (2 victoires en Grand Prix). († 13 mars 1960).
- 1885 :
  - Burton Downing, cycliste sur piste américain. Champion olympique du 2 miles et du 25 miles, médaillé d'argent du 1/3 de mile, du 1/4 de mile et du mile puis médaillé de bronze du 1/2 de mile aux Jeux de Saint-Louis 1904. († 1er janvier 1929).

### XXesièclede1901à1950
- 1901 :
  - Alice Beuns, athlète de sprint et de haies français. († 7 mai 1995).
- 1906 :
  - Mariano Cañardo, cycliste sur route espagnol. Vainqueur des Tours de Catalogne 1928, 1929, 1930, 1932, 1935, 1936 et 1939. († 20 juin 1987).
- 1908 :
  - Marie Baron, nageuse et plongeuse néerlandaise. Médaillée d'argent du 200m brasse aux Jeux d'Amsterdam 1928. († 23 juillet 1948).
- 1910 :
  - Francisco Varallo, footballeur argentin. Vainqueur de la Copa América 1937. (16 sélections en équipe d'Argentine). († 30 août 2010).
- 1912 :
  - Pietro Ferraris, footballeur italien. Champion du monde de football 1938. (14 sélections en équipe d'Italie). († 11 octobre 1991).
- 1916 :
  - Ugo Locatelli, footballeur italien. Champion olympique aux Jeux de Berlin 1936. Champion du monde de football 1938. (22 sélections en équipe d'Italie). († 28 mai 1993).
- 1922 :
  - Alain de Changy, pilote de courses automobile belge. († 5 août 1994).
- 1932 :
  - Cesare Maldini, footballeur puis entraîneur italien. Vainqueur de la Coupe des clubs champions 1963. (14 sélections en équipe d'Italie). Sélectionneur de l'équipe d'Italie et de l'équipe du Paraguay. († 2 avril 2016).
- 1934 :
  - Hank Aaron, joueur de baseball américain. († 22 janvier 2021).
  - Don Cherry, hockeyeur sur glace puis entraîneur canadien.
- 1935 :
  - Jack Findlay, pilote de moto australien. († 19 mai 2007).
- 1936 :
  - Michel Rousseau, pistard français. Champion olympique de la vitesse individuelle aux Jeux de Melbourne 1956. Champion du monde de vitesse masculin 1956 et 1957.  († 23 septembre 2016).
- 1937 :
  - Gaston Roelants, athlète de haies belge. Champion olympique du 3 000m steeple aux Jeux de Tokyo 1964. Champion d'Europe d'athlétisme au 3 000m steeple 1962.
  - Gyula Zsivótzky, athlète de lancers de marteau hongrois. Médaillé d'argent aux Jeux de Rome 1960 et aux Jeux de Tokyo 1964 puis Champion olympique aux Jeux de Mexico 1968. Champion d'Europe d'athlétisme du lancer du marteau 1962. († 29 septembre 2007).
- 1939 :
  - Brian Luckhurst, joueur de cricket anglais. (21 sélections en test cricket). († 1er mars 2005).
- 1940 :
  - Roland Mitoraj, footballeur français. (3 sélections en équipe de France).
- 1942 :
  - Roger Staubach, joueur de foot U.S américain.
- 1948 :
  - Sven-Göran Eriksson, footballeur puis entraîneur suédois. Vainqueur de la Coupe UEFA 1982 puis de la Coupe d'Europe des vainqueurs de coupe 1999. Sélectionneur des équipes d'Angleterre de 2001 à 2006, de l'du Mexique de 2008 à 2009, de l'équipe de Côte d'Ivoire en 2010 puis de l'équipe des Philippines de 2018 à 2019. († 26 août 2024).

### XXesièclede1951à2000
- 1954 :
  - Frédéric Cottier, cavalier de saut d'obstacles français. Médaillé de bronze du saut d'obstacles par équipes aux Jeux de Séoul 1988.
  - Guy Novès, joueur de rugby puis entraîneur français. (7 sélections en équipe de France). Entraîneur de l'équipe victorieuse des Coupe d'Europe de rugby à XV 1996, 2003, 2005 et 2010. Sélectionneur de l'équipe de France de 2016 à 2017.
- 1956 :
  - Héctor Rebaque, pilote de F1 mexicain.
- 1963 :
  - Catherine Arnaud, judokate française, double championne du monde de judo en 1987 et 1989, médaillée de bronze de l'épreuve de démonstration de judo aux Jeux olympiques d'été de 1988.
  - Philippe Rozier, cavalier de saut d'obstacles français. Médaillé d'argent de saut d'obstacles par équipes au Championnat du monde de saut d'obstacles 1994. Médaillé d'argent de saut d'obstacles par équipes au Championnat d'Europe de saut d'obstacles 1987 et 1989.
- 1965 :
  - Tarik Benhabiles, joueur de tennis puis entraîneur français.
  - Gheorghe Hagi, footballeur puis entraîneur roumain. Vainqueur de la Coupe UEFA 2000. (125 sélections en équipe de Roumanie). Sélectionneur de l'équipe de Roumanie en 2001.
- 1966 :
  - José Maria Olazábal, golfeur espagnol. Vainqueur des Masters 1994 et 1999, des Ryder Cup 1987, 1997 et 2006.
- 1968 :
  - Roberto Alomar, joueur de baseball portoricain.
  - Marcus Grönholm, pilote de rallye finlandais. Champion du monde des rallyes 2000 et 2002. (30 victoires en Rallye automobile).
- 1969 :
  - Frédéric Magné, cycliste sur piste français. Champion du monde de cyclisme sur piste en tandem 1987, 1988, 1989 et 1994, Champion du monde de cyclisme sur piste du keirin 1995, 1997 et 2000.
- 1970 :
  - Jean-Marc Jaumin, basketteur puis entraîneur belge.
- 1971 :
  - Michel Breistroff, hockeyeur sur glace français. († 17 juillet 1996).
- 1972 :
  - Chris Bailey, hockeyeuse sur glace américaine. Championne olympique aux Jeux de Nagano 1998 puis médaillée d'argent aux Jeux de Salt Lake City 2002.
- 1975 :
  - Giovanni van Bronckhorst, footballeur puis entraîneur néerlandais.
- 1976 :
  - Attila Savolt, joueur de tennis italien.
  - Martín Scelzo, joueur de rugby à XV argentin. Vainqueur du Challenge européen 2007. (57 élections en équipe d'Argentine).
- 1977 :
  - Valery Kobzarenko, cycliste sur route ukrainien.
- 1978 :
  - Samuel Sánchez, cycliste sur route espagnol. Champion olympique de la course en ligne aux Jeux de Pékin 2008.
- 1979 :
  - Paulo Gonçalves, pilote de rallye-raid et de motocross portugais. Champion du monde des rallyes-raids 2013. († 12 janvier 2020).
- 1980 :
  - Markel Irizar, cycliste sur route espagnol.
- 1982 :
  - Deidra Dionne, skieuse acrobatique canadienne. Médaillée de bronze du saut aux Jeux de Salt Lake City 2002.
  - Marc Kennedy, curleur canadien. Champion olympique aux Jeux de Vancouver 2010. Champion du monde de curling masculin 2008.
  - Pablo Palacios, footballeur panaméen. (16 sélections en équipe d'Équateur).
  - Flavia Pennetta, joueuse de tennis italienne. Victorieuse des Fed Cup 2006, 2009, 2010 et 2013.
  - Diego Ruiz, athlète de demi-fond espagnol.
- 1983 :
  - Elkanah Angwenyi, athlète de demi-fond kényan.
- 1984 :
  - Julien Espinosa, entraîneur de basket-ball français.
  - Carlos Tévez, footballeur argentin. Champion olympique aux Jeux d'Athènes 2004. Vainqueur de la Copa Libertadores 2003 et de la Ligue des champions 2008. (76 sélections en équipe d'Argentine).
- 1985 :
  - Rémi Casty, joueur de rugby à XIII français. (19 sélections en équipe de France).
  - Fabien Farnolle, footballeur béninois.
  - João Gomes, basketteur portugais puis capverdien.
  - Rudy Haddad, footballeur français.
  - Maciej Lampe, basketteur polonais.
  - Jason Marshall, joueur de rugby à XV canadien. (30 sélections en équipe du Canada).
  - Renata Pliś, athlète de demi-fond polonaise.
  - Cristiano Ronaldo, footballeur portugais. Champion d'Europe de football 2016 et victorieux  de la Ligue des nations 2019, vainqueur des Ligues des champions 2008, 2014, 2016, 2017 et 2018. (205 sélections en équipe du Portugal).
  - Zack Wright, basketteur américano-bosnien.
- 1986 :
  - Niels Albert, cycliste de cyclocross belge. Champion du monde de cyclo-cross 2009 et 2012.
  - Vedran Ćorluka, footballeur croate. (103 sélections en équipe de Croatie).
  - Sekope Kepu, joueur de rugby à XV australien. Vainqueur du Tri-nations 2011 et de The Rugby Championship 2015. (110 sélections en équipe d'Australie).
  - Roger Kluge, cycliste sur piste et sur route allemand. Médaillé d'argent de la course aux points aux Jeux de Pékin 2008. Champion du monde de cyclisme sur piste de l'américaine 2018 et 2019.
  - Louis Picamoles, joueur de rugby à XV français. Vainqueur de la Coupe d'Europe 2010. (51 sélections en équipe de France).
- 1988 :
  - Natalie Geisenberger, lugeuse allemande. Médaillée de bronze du simple dames aux Jeux de Vancouver 2010, championne olympique du simple dames et par équipes aux Jeux de Sotchi 2014 et aux Jeux de Pyeongchang 2018 puis championne olympique du simple dames aux Jeux de Pékin 2022. Championne du monde de luge du relais mixte par équipe 2009, du simple dames et du relais mixte 2013, 2015 et 2016, du simple dames et du sprint 2019. Championne d'Europe de luge à 7 reprises.
  - Dennis Horner, basketteur américain.
- 1990 :
  - David Denton, joueur de rugby à XV écossais. (42 sélections en équipe d'Écosse).
- 1991 :
  - Charles Bertrand, hockeyeur sur glace français.
  - Anthony McGill, joueur de snooker écossais.
  - Loris Néry, footballeur français.
  - Terrence Ross, basketteur américain.
- 1992 :
  - Neymar, footballeur brésilien. Médaillé d'argent aux Jeux de Londres 2012 puis champion olympique aux Jeux de Rio 2016. Vainqueur de la Copa Libertadores 2011 et de la Ligue des champions 2015. (128 sélections en équipe du Brésil).
  - Carina Vogt, sauteuse à ski allemande. Championne olympique du HS 106 aux Jeux de Sotchi 2014. Championne du monde de saut à ski en individuelle et par équipes 2015 puis championne du monde de saut à ski en individuelle 2017.
  - Stefan de Vrij, footballeur néerlandais. (63 sélections en équipe des Pays-Bas)
- 1993 :
  - Adam Ondra, grimpeur tchèque.
  - Rim Jong-sim, haltérophile nord-coréenne. Championne olympique des -69kg aux Jeux de Londres 2012 et des -75kg aux Jeux de Rio 2016.
  - Anouchka Martin, nageuse française. Championne d'Europe de natation du relais 4 × 100 m nage libre 2018 et du relais 4 × 100 m nage libre en petit bassin 2019.
  - Chasson Randle, basketteur américain.
- 1994 :
  - Julien Fabri, footballeur français.
  - Alexis Prince, basketteuse américaine.
  - Zheng Saisai, joueuse de tennis chinoise.
- 1995 :
  - Dimitri Cavaré, footballeur français.
  - Ratchanok Intanon, joueuse de badminton thaïlandaise. Championne du monde de badminton en individuelle 2013.
  - Adnan Januzaj, footballeur albano-Kosovaro-belge. (15 sélections en équipe de Belgique).
  - Chris McCullough, basketteur américain.
  - Kennedy Meeks, basketteur américain.
  - Marco Spissu, basketteur italien.
- 1996 :
  - Stina Blackstenius, footballeuse suédoise. Médaillée d'argent aux Jeux de Rio 2016. (97 sélection en équipe de Suède).
  - Yórgos Kyriakópoulos, footballeur grec. (7 sélections en équipe de Grèce).
- 1997 :
  - Delphine Cascarino, footballeuse française. Victorieuse des Ligue des champions féminine 2016, 2017, 2018 et 2019. (14 sélections en équipe de France).
  - Estelle Cascarino, footballeuse française. (5 sélections en équipe de France).
- 1998 :
  - Loïc Badiashile, footballeur français.
  - Rodions Kurucs, basketteur letton.
- 1999 :
  - Juan Berrocal, footballeur espagnol.
  - Kelyan Guessoum, footballeur franco-algérien.

### XXIesiècle
- 2001 :
  - Mirko Topić, footballeur serbe.
- 2002 :
  - Moses Usor, footballeur nigérian.
- 2004 :
  - Matěj Mikulenka, footballeur tchèque.

## Décès

### XIXesiècle
- 1897 :
  - Charles Radbourn, 42 ans, joueur de baseball américain. (° 11 décembre 1854).

### XXesièclede1901à1950
- 1911 :
  - Sadi Dastarac, 22 ou 23 ans, footballeur français. (1 sélection en équipe de France). (° ? 1888).

### XXesièclede1951à2000
- 1954 :
  - Alberto Braglia, 70 ans, gymnaste italien. Champion olympique du concours général aux Jeux de Londres 1908 puis champion olympique du concours général et par équipes aux Jeux de Stockholm 1912. (° 23 mars 1883).

### XXIesiècle
- 2001 :
  - Fernando Viola, 49 ans, footballeur italien. (° 14 mars 1951).
- 2003 :
  - Manfred von Brauchitsch, 97 ans, pilote de courses automobile allemand. (° 15 août 1905).
- 2005 :
  - Henri Rochon, 80 ans, joueur de tennis canadien. (° 12 mars 1924).
- 2008 :
  - Jacky Nardin, 58 ans, footballeur puis entraîneur français. (° 12 septembre 1949).
- 2011 :
  - Pertti Purhonen, 69 ans, boxeur finlandais. Médaillé de bronze des -67 kg aux Jeux de Tokyo 1964. (° 14 juin 1942).
- 2015 :
  - André Sanac, 85 ans, joueur de rugby à XV français. (10 sélections en équipe de France). (° 4 août 1929).
- 2019 :
  - André Boudrias, 75 ans, joueur de hockey sur glace canadien. (° 19 septembre 1943).